# Platylygus magnus
Platylygus magnus är en insektsart som beskrevs av Kelton 1970. Platylygus magnus ingår i släktet Platylygus och familjen ängsskinnbaggar. Inga underarter finns listade i Catalogue of Life.